# 魚 (イラストレーター)
魚（サカナ、8月25日 - ）は、イラストレーター・原画家・漫画家。生まれは鹿児島県。

## 略歴
2000年発売のアダルトゲーム『Canvas 〜セピア色のモチーフ〜』（F&C）にて原画家としてデビュー、その後もいくつかのアダルトゲームに原画家として参加している。
雑誌『DearMy...』（エンターブレイン）2003年9月号から『マジキュー』（同）Vol.22（2005年12月発売）まで漫画『タウンメモリー』（原作：小日向ななみ・キャラクターデザイン：小林）をフルカラーで連載した。
大の釣り好きとしても知られる。ペンネームの由来もそこから。

## 主な作品

### 原画
- Canvas 〜セピア色のモチーフ〜（F&C・君影 百合奈/篠宮 悠/御薗 瑠璃子 キャラクターデザイン・原画）
- ぷちチェリー（戯画・一部キャラクターデザイン・原画）
- 魔女っ娘ア・ラ・モード（F&C・リディア・アーセナル/ミルキー・ミルコック キャラクターデザイン・原画）
- Canvas2 〜茜色のパレット〜（F&C・美咲 菫 キャラクターデザイン・原画）
- ドキドキ★夏体験（アリコシステム・携帯アプリゲーム・キャラクターデザイン・オールCG）
- Lycee（SilverBlitz、カードゲーム原画）※一部
- ラブハンターしずる（バンダイナムコゲームス・携帯アプリゲーム・キャラクターデザイン）
- マブラヴ（age・ゲストで一名キャラクターデザイン）
- 明日はきっと、晴れますように -She said so，and prayed to cloudy skies.- (HUG・一部キャラクターデザイン)
- 快盗天使ツインエンジェル 幻の少女（工画堂スタジオ・サミー・キャラクターデザイン・原画・CG監修）
- Canvas3 〜白銀のポートレート〜（F&C・山吹 恋華 キャラクターデザイン・原画）
- Canvas3ファンディスク VALENTINE PINK（F&C）
- Tiny Dungeon 〜BLACK and WHITE〜（Rosebleu・魔族 キャラクターデザイン・原画）
- 俺サマのラグナRock（あかべぇそふとつぅTRY）
- Tiny Dungeon 〜BLESS of DRAGON〜（Rosebleu・魔族 キャラクターデザイン・原画）
- Tiny Dungeon 〜BIRTH for YOURS〜（Rosebleu・魔族 キャラクターデザイン・原画）
- 恋妹SWEET☆DAYS（Parasol・原画）
- Tiny Dungeon 〜BRAVE or SLAVE〜（Rosebleu・魔族 キャラクターデザイン・原画）

### 挿絵
- たま◇なま（冬樹忍・HJ文庫）
- ぱんつぁのーと（月見里一・スーパーダッシュ文庫）
- 荒瀬はるか、容赦なし!（熊谷雅人・MF文庫J）
- おれと天使の世界創生（ユグドラシル）（冬樹忍・HJ文庫）
- 彼女はつっこまれるのが好き!（サイトーマサト・電撃文庫）
- 魔王が家賃を払ってくれない（伊藤ヒロ・ガガガ文庫）
- 異世界に転生したんだけど俺、天才って勘違いされてない?（にゅん・オーバーラップ文庫）

### 漫画
- タウンメモリー（原作：小日向ななみ・キャラクターデザイン：小林）

## 同人活動
「あじのひらき」という名の同人サークルを主宰している。